# Zlatan Arnautović (nogometaš)
Zlatan Arnautović (Bihać, 13. prosinca 1954. – Zagreb, 26. rujna 2022.) bio je hrvatski nogometaš i trener koji je igrao na poziciji stopera. 

## Klupska karijera
Rođen u Bihaću, Arnautović je svoju profesionalnu karijeru započeo u lokalnom klubu Jedinstvo Bihać, prije nego što se pridružio banjalučkom Borcu. Arnautović je 1981. godine prešao u zagrebački Dinamo, gdje je postao važan član momčadi. U Dinamu je igrao od 1981. do 1983. godine i sudjelovao u osvajanju Prve savezne lige 1981./82. Također, bio je dio momčadi koja je osvojila Kup maršala Tita 1982./83.
Iako je njegov boravak u Dinamu trajao kratko zbog vojne obaveze, uspio je ostaviti značajan trag. U sezoni 1981./82., Arnautović je igrao u jesenskom dijelu sezone, nakon čega je morao prekinuti zbog služenja vojnog roka. Svojim doprinosom, posebno u obrani, pomogao je Dinamu da osigura ključne pobjede, uključujući slavlje nad Partizanom.
Nakon Dinama, Zlatan je karijeru nastavio u turskom Beşiktaşu.

## Trenerska karijera
Po završetku igračke karijere, Zlatan Arnautović se posvetio trenerskom poslu. Radio je u više hrvatskih klubova, uključujući svoj matični klub Jedinstvo Bihać, Lokomotivu Zagreb, Goricu, Oštrec, Zlatar i druge. Također, nastavio je doprinositi Dinamu igrajući za veteransku momčad.